# The Widow
The Widow – singel amerykańskiego zespołu The Mars Volta wydany w 2005 roku.

## Spis utworów
1. "Frances the Mute" - 14:39
  - "In Thirteen Seconds"
  - "Nineteen Sank, While Six Would Swim"
  - "Five Would Grow and One Was Dead"
2. "The Widow" (Edit) - 3:19